# Wilhelm Rudolphi

Wilhelm Rudolphi

Wilhelm Theodor Rudolphi (* 30. März 1825 in Nordborchen; † 9. März 1897 in Tempelhof) war ein Pädagoge und Reichstagsabgeordneter.
Der Sohn eines Lehrers besuchte das Gymnasium in Paderborn und studierte dort katholische Theologie und in Bonn Philologie, wo er 1854 auch promovierte. Am Progymnasium in Rietberg war er Lehrer von 1851 bis 1855 und Rektor von 1855 bis 1858. Zwischen 1858 und 1865 war er erster Oberlehrer am Gymnasium in Brilon und Direktor der Rheinischen Ritter-Akademie in Bedburg von 1865 bis 1869. Anschließend war er Direktor des Gymnasiums in Kalk bei Köln.
Mitglied des Preußischen Abgeordnetenhauses für den Wahlkreis Regierungsbezirk Köln 2 (Landkreis Köln – Bergheim – Euskirchen) war er seit 1870 bis zu seinem Tode. Mitglied des Reichstages war er seit 1871 für den gleichen Wahlkreis. In beiden Parlamenten vertrat er das Zentrum, die Mandate behielt er jeweils bis zu seinem Tod.